# Calendari perpetu

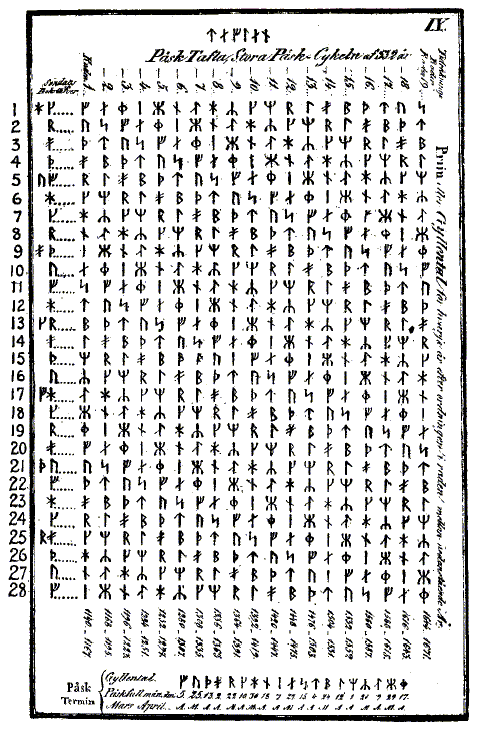
Un calendari perpetu suec per al còmput de la Pasqua de 1140-1671 segons el calendari julià escrit en alfabet rúnic

Un calendari perpetu indica el dia de la setmana per a qualsevol data de qualsevol any —a diferència d'un calendari tradicional, que es limita a donar les dades d'un any concret.
Per als calendaris gregorià i julià, un calendari perpetu consisteix típicament en una de tres variacions generals:
1. Catorze calendaris d'un any, més una taula per a mostrar quin calendari d'un any s'ha d'utilitzar per a qualsevol any donat. Aquests calendaris d'un any es divideixen uniformement en dos conjunts de set calendaris: set per a cada any comú (l'any que no té un 29 de febrer) amb cadascun dels set començant en un dia diferent de la setmana, i set per a cada any de traspàs, de nou amb cadascun començant en un dia diferent de la setmana, totalitzant catorze. (vegeu Carta dominical per a un esquema de denominació comuna per als 14 calendaris).
2. Set (31 dies) calendaris d'un mes (o set cadascun de 28-31 dies de durada del mes, per a un total de 28) i una o més taules per a mostrar quin calendari s'utilitza per a un mes determinat. Les taules d'alguns calendaris perpetus es llisquen les unes contra les altres, de manera que en alinear dues escales entre si es revela el calendari del mes específic a través d'un punter o mecanisme de finestra.[1] Els set calendaris poden combinar-se en un només, ja sigui amb 13 columnes de les quals només es revelen set,[2][3] o amb noms de dies de la setmana mòbils (com es mostra en la imatge del calendari perpetu de butxaca).
3. Una mescla de les dues variants anteriors: un calendari d'un any en què els noms dels mesos són fixos i els dies de la setmana i les dates es mostren en peces mòbils que es poden intercanviar segons sigui necessari.[4]

Un calendari perpetu d'aquest tipus no indica les dates de festes mòbils com la Pasqua, que es calculen basant-se en una combinació d'esdeveniments de l'any tropical i els cicles lunars. Aquestes qüestions es tracten amb gran detall en computus.
Un exemple primerenc de calendari perpetu per a ús pràctic es troba en el Nürnberger Handschrift GNM 3227a. El calendari abasta el període de 1390-1495 (pel que el manuscrit es data entorn de 1389). Per a cada any d'aquest període, enumera el nombre de setmanes entre Nadal i Quinquagesima. Aquest és el primer cas conegut d'una forma tabular de calendari perpetu que permet el càlcul de les festes mòbils que es van fer populars durant el segle xv.
La capella Cappella dei Mercanti, Torí conté una màquina de calendari perpetu realitzada per Giovanni Plana mitjançant tambors giratoris.

## Altres usos del terme «calendari perpetu»

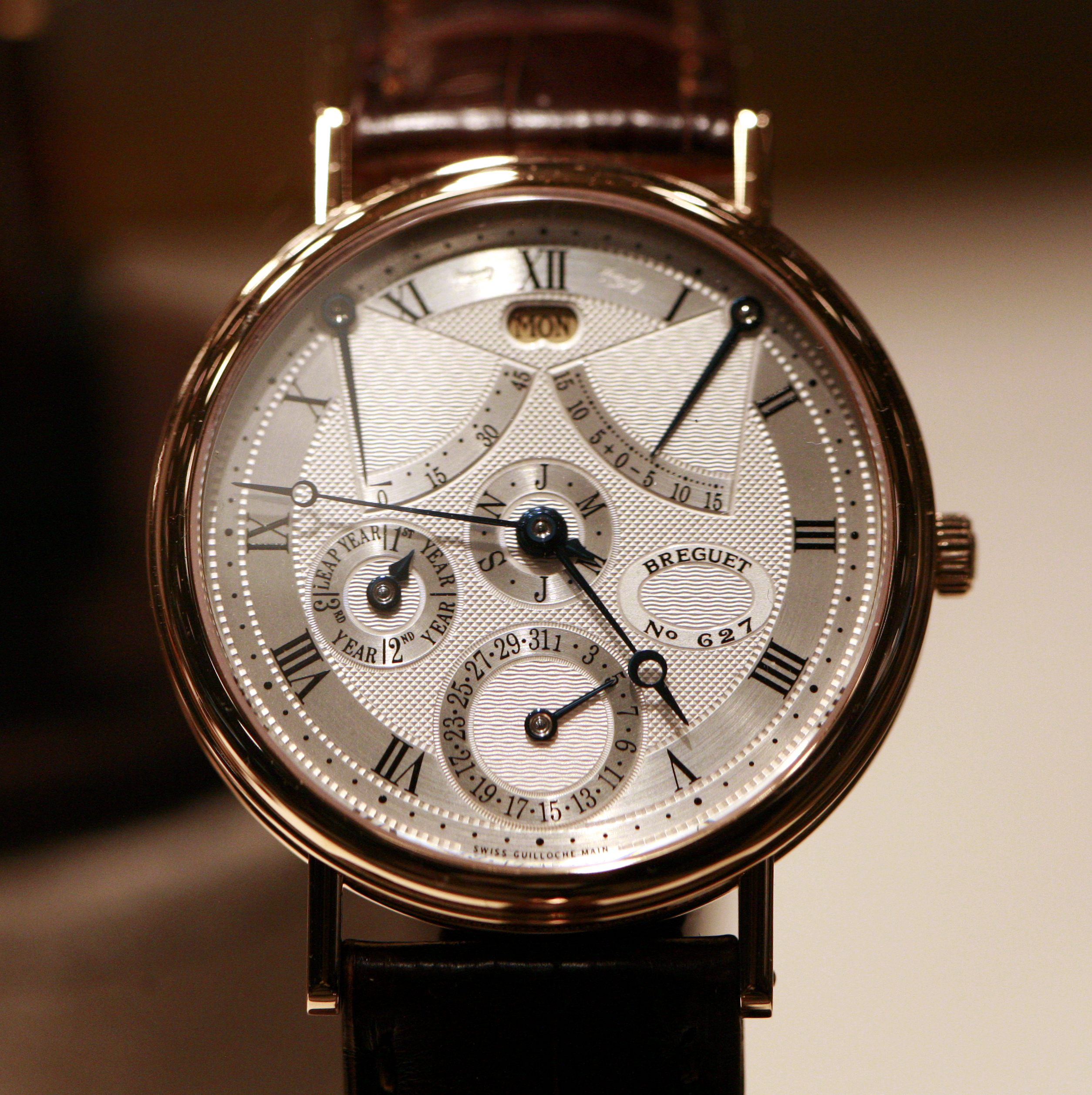
Breguet classique amb calendari perpetu

Les oficines i els establiments comercials solen exhibir dispositius que contenen un conjunt d'elements per a formar tots els números possibles de l'1 al 31, així com els nomenis/abreviatures dels mesos i els dies de la setmana, per a mostrar la data actual per a comoditat de les persones que puguin estar signant i datant documents com xecs. Els establiments que serveixen begudes alcohòliques poden utilitzar una variant que mostra el mes i el dia actuals però restant l'edat legal de consum d'alcohol en anys, la qual cosa indica l'última data legal de naixement per a la compra d'alcohol. Un dispositiu comú consisteix en dues galledes en un suport. Una galleda porta els dígits del zero al cinc. L'altre porta els dígits 0, 1, 2, 6 (o 9 si està invertit), 7 i 8. Això és suficient perquè només l'u i el dos poden aparèixer dues vegades en una data i estan en totes dues galledes, mentre que el 0 està en totes dues galledes perquè totes les dates d'un sol dígit puguin mostrar-se en format de dos dígits. A més dels dos cubs, tres blocs, cadascun tan ample com els dos cubs junts, i un tercer tan alt i tan profund, tenen els noms dels mesos impresos en les seves cares llargues. El mes en curs està girat cap endavant en el bloc frontal, amb els altres dos blocs de mesos darrere.
Unes certes reformes del calendaris han estat qualificades de calendaris perpetus perquè les seves dates es fixen tots els anys en els mateixos dies de la setmana. Alguns exemples són el Calendari Mundial, el Calendari fix internacional i el Calendari Pax. Tècnicament, no es tracta de calendaris perpetus sinó de calendaris perennes. El seu propòsit, en part, és eliminar la necessitat de taules de calendaris perpetus, algorismes i dispositius de càlcul.

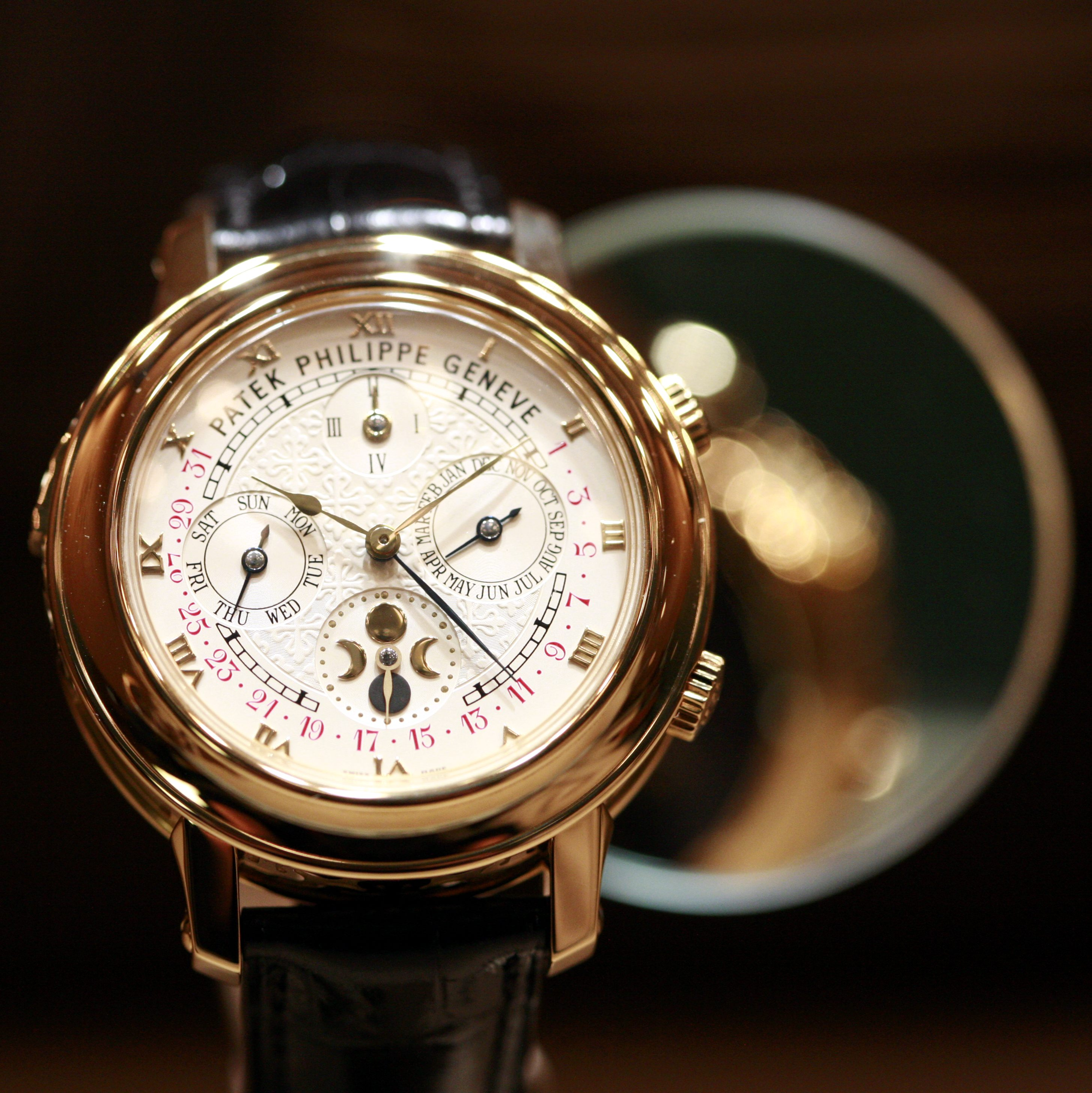
Rellotge de polsera amb calendari perpetu de Patek Philippe

En rellotgeria, «calendari perpetu» descriu un mecanisme de calendari que mostra correctament la data en el rellotge «perpètuament», tenint en compte les diferents durades dels mesos així com els anys de traspàs. El mecanisme intern desplaçarà l'esfera l'endemà.

## Tipus de calendaris perpetus
Els calendaris perpetus consistien originàriament en una sèrie de taules que permetien calcular el dia de la setmana d'una data. Més recentment s'han fet calendaris perpetus implementats com a dispositius mecànics, electrònics, digitals, o programes d'ordinador.

### Calendaris perpetus de taules

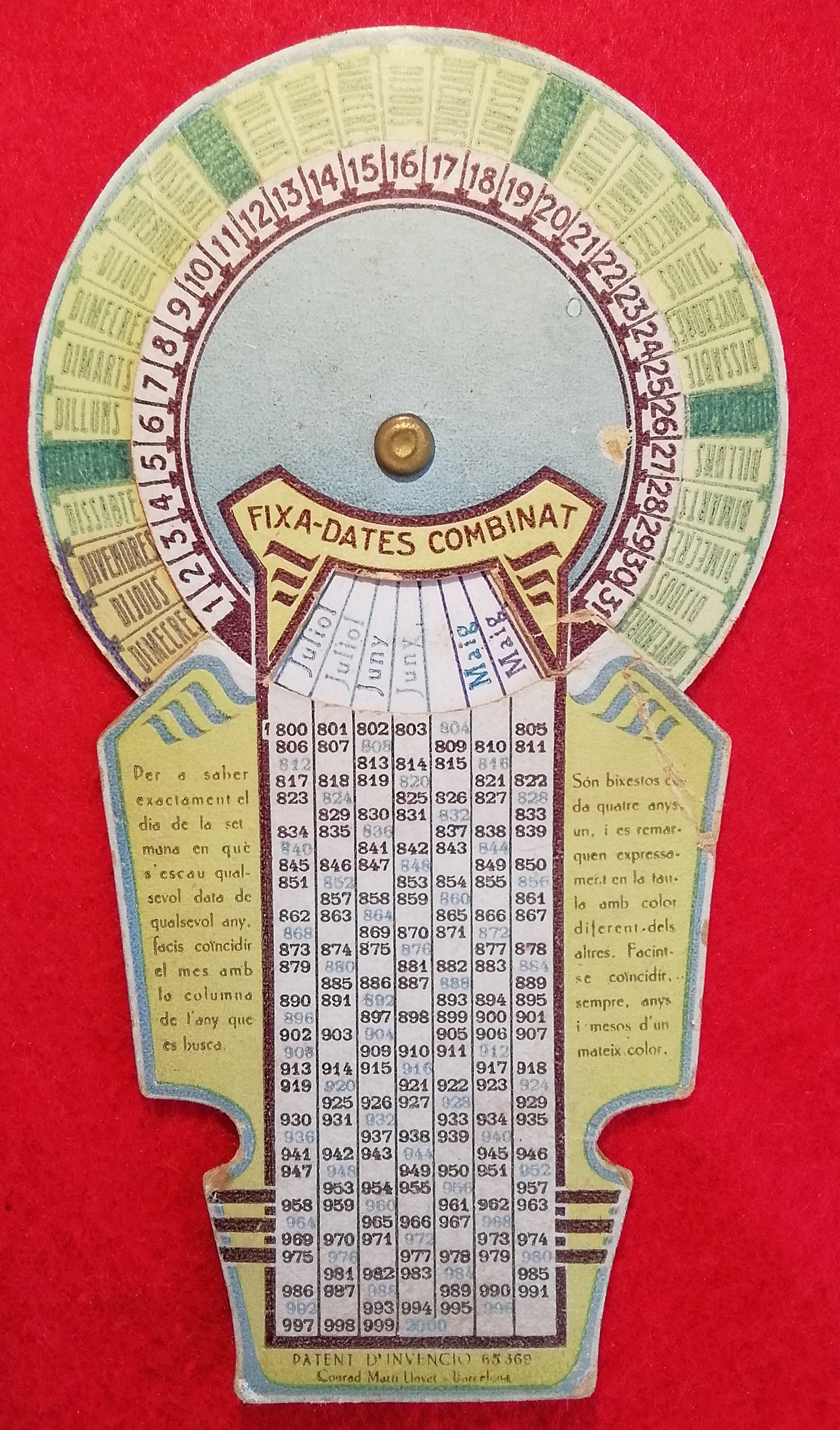
Calendari perpetu fet a Barcelona cap a l'any 1930

En els calendaris perpetus de taules, s'usen diverses taules mestres per a ajudar a conèixer el dia de la setmana d'una data. L'ús d'aquestes taules evita fer càlculs complexos, ja que aquests estan implícits en la mateixa estructura de les taules.
La forma exacta per a usar-los varia d'un calendari perpetu a un altre, però, a grans trets, d'acord amb la data que es tingui, cal fer una sèrie de recerques i càlculs aritmètics senzills, que donen com a resultat un nombre que ens durà a una altra taula en què caldrà buscar un altre nombre i calcular novament, fins que al final s'arriba a una última taula en què és el dia de la setmana de la data, (diumenge, dilluns, dimarts, dimecres, dijous, divendres o dissabte).
En seria un exemple el següent: prenem una data dels tipus dd/mm/aass, en què:
| El nombre | correspon a                                          | amb les limitacions |
| d         | dia del mes                                          | d'1 a 31            |
| a         | darreres dues xifres de l'any (any mod100)           | de 0 a 99           |
| s         | la xifra del segle (el resultat sencer de l'any/100) | cap                 |

El dia del mes mòdul 7 dona la primera suma (D) de la suma final:
- D=d mod7

La segona suma (M) és donada en la taula següent:
| Mes      | corresponent número M | si l'any és bixest |
| Gener    | 0                     |                    |
| Febrer   | 3                     |                    |
| Març     | 3                     | +1                 |
| Abril    | 6                     | +1                 |
| Maig     | 1                     | +1                 |
| Juny     | 4                     | +1                 |
| Juliol   | 6                     | +1                 |
| Agost    | 2                     | +1                 |
| Setembre | 5                     | +1                 |
| Octubre  | 0                     | +1                 |
| Novembre | 3                     | +1                 |
| Desembre | 5                     | +1                 |

La tercera suma (A) surt de l'any:
- A=aa mod28 + part sencera de ((aa mod28 -1)/4)

Exemple: pel 2008, el resultat de l'operació serà:
- A= 8 mod28 + (part sencera de (8 mod28 - 1)/4))= 8 + (part sencera de (7/4)) = 8 + 1 = 9

La quarta suma (C) deriva del segle: hi ha 4 possibles resultats de (ss mod4), s'hi associa un número C:
| ss mod4 = | 0 | 1 | 2 | 3 |
| C =       | 6 | 4 | 2 | 0 |

(G+M+A+C)mod7 dona un nombre comprès entre 0 i 6, que indicarà el dia de la setmana (0=Diumenge, 1=Dilluns... 6=Dissabte).
A Terol (estat espanyol), al municipi de Noguera de Albarracín, a la façana de l'església, hi ha unes taules que reben el nom de Calendari perpetu de San Román.

### Calendaris perpetus mecànics

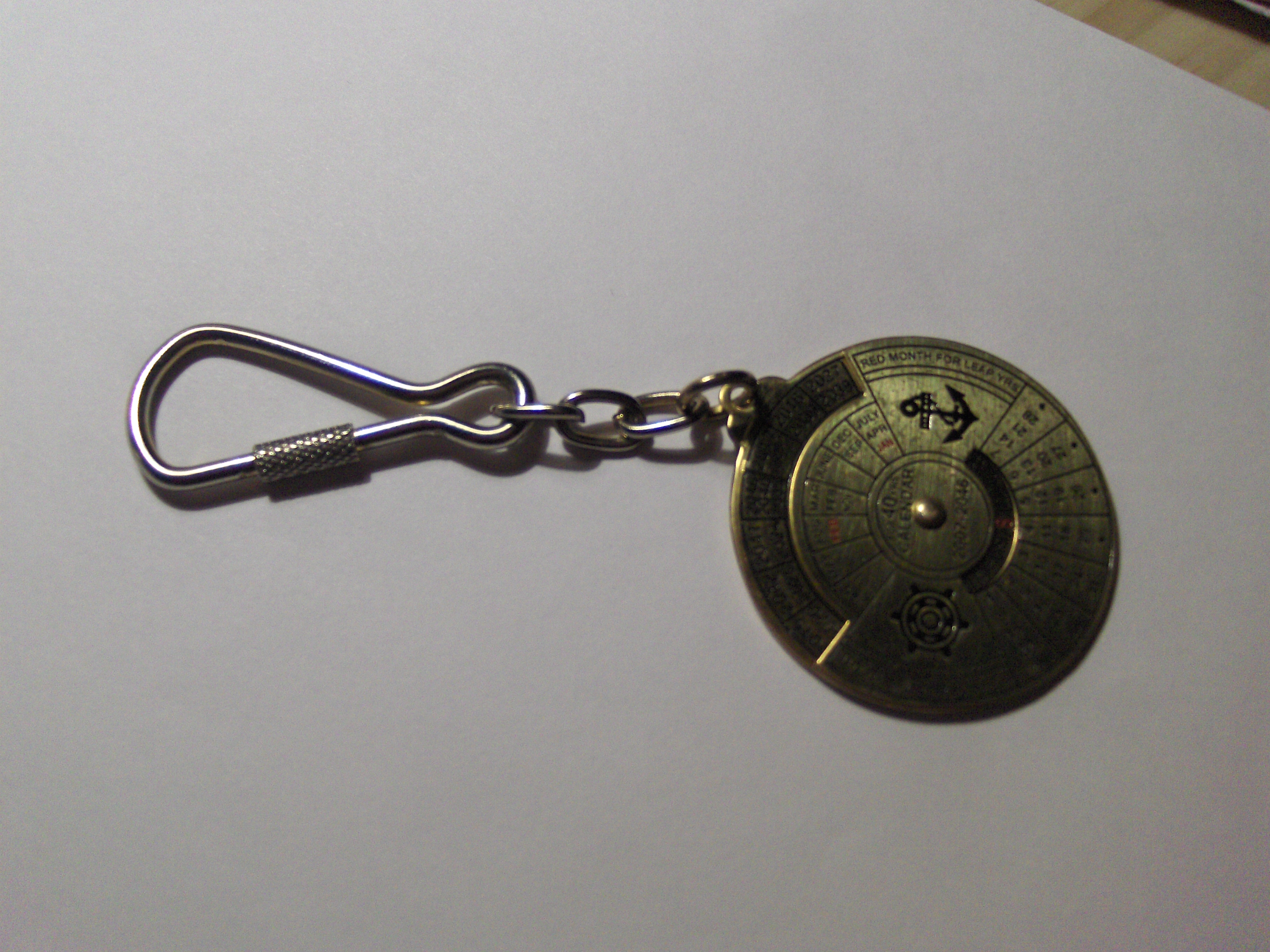
Senzill calendari perpetu mecànic

En els calendaris perpetus mecànics, usats en rellotges i altres dispositius, hi ha una sèrie de mecanismes formats per no menys de 350 peces, que permeten mantenir la data sincronitzada amb el dia de la setmana, durant, en general, no més de 200 anys. Han de reconèixer els anys de traspàs per així indicar els 29 de febrer corresponents.

### Calendaris perpetus amb programes de computadores
Recentment, amb l'adveniment de les computadores, s'implementen com a programes de computadores que poden mostrar el calendari d'un mes o un any dintre d'un període de segles que depèn del programa.

## Algorismes
Els calendaris perpetus utilitzen algorismes per a calcular el dia de la setmana per a qualsevol any, mes i dia. Encara que les operacions individuals en les fórmules es poden implementar de manera molt eficient en el programari, són complicades de realitzar mentalment. Els dissenyadors de calendaris perpetus oculten la complexitat en les taules per a simplificar el seu ús.
Un calendari perpetu empra una taula per a trobar quin dels catorze calendaris anuals usar. Una taula per al calendari gregorià expressa el seu gran cicle de 400 anys: 303 anys comuns i 97 anys de traspàs en total a 146.097 dies, o exactament 20.871 setmanes. Aquest cicle es divideix en un període de 100 anys amb 25 anys de traspàs, la qual cosa fa 36.525 dies, o un dia menys de 5218 setmanes completes; i tres períodes de 100 anys amb 24 anys de traspàs cadascun, la qual cosa fa 36.524 dies, o dos dies menys de 5218 setmanes completes.
Dins de cada bloc de 100 anys, la naturalesa cíclica del calendari gregorià procedeix de la mateixa manera que el seu predecessor julià: un any comú comença i acaba el mateix dia de la setmana, per la qual cosa l'any següent començarà el següent dia successiu de la setmana. Un any de traspàs té un dia més, per la qual cosa l'any següent a un any de traspàs comença el segon dia de la setmana posterior al començament de l'any de traspàs. Cada quatre anys, el dia de la setmana d'inici avança cinc dies, per la qual cosa durant un període de 28 anys, avança 35, tornant al mateix lloc tant en la progressió de l'any de traspàs com en el dia de la setmana d'inici. Aquest cicle es completa tres vegades en 84 anys, deixant 16 anys en el quart cicle incomplet del segle.
Un factor de complicació important en la construcció d'un algorisme de calendari perpetu és la longitud peculiar i variable de febrer, que va ser en un moment l'últim mes de l'any, deixant els primers 11 mesos de març a gener amb un patró repetit de cinc mesos: 31, 30, 31, 30, 31, ..., de manera que es pugui determinar fàcilment el desfasament des de març del dia d'inici de la setmana per a qualsevol mes. La congruència de Zeller, un algorisme ben conegut per a trobar el dia de la setmana per a qualsevol data, defineix explícitament gener i febrer com els mesos 13 i 14 de l'any anterior per a aprofitar aquesta regularitat, però el mes-dependent el càlcul continua sent molt complicat per a l'aritmètica mental:
{\displaystyle \left\lfloor {\frac {(m+1)26}{10}}\right\rfloor \mod 7,}
En canvi, un calendari perpetu basat en una taula és un mecanisme simple de consulta per a determinar el desplaçament del dia de la setmana per al primer dia de cada mes. Per a simplificar la taula, en un any de traspàs gener i febrer han de ser tractats com un any separat o tenir una entrada addicional en el mes de la taula:
| Mes                  | Gener | Febrer | Març | Abril | Maig | Juny | Juliol | Agost | Setembre | Octubre | Nov | Des |
| Sumar                | 0     | 3      | 3    | 6     | 1    | 4    | 6      | 2     | 5        | 0       | 3   | 5   |
| Pels anys de traspàs | 6     | 2      | 3    | 6     | 1    | 4    | 6      | 2     | 5        | 0       | 3   | 5   |

## Calendari perpetu de Moret
El calendari perpetu Moret consisteix en una sèrie de tres taules en les quals es pot escollir successivament el segle, l'any, el mes i el dia del mes. S'obté un nombre de l'1 al 7 que correspon al dia de la setmana.
El mètode proposat a continuació és una versió memoritzable del calendari de Moret, en què se suprimeixen o simplifiquen les taules utilitzant la lògica i el càlcul mental.
Aquest mètode atribueix un número al segle, a l'any, al mes i al dia. Sumant els quatre nombres, s'obté el dia de la setmana. Es pot utilitzar aquest mètode per a fer els càlculs a la inversa: quins són els mesos que contenen un dimarts 13? En quants anys trobarem les mateixes dates?
Tots aquests números es defineixen com a mòdul 7, és a dir, que 5 és equivalent a 12, 19, 26... El resultat final de la suma dona el dia de la setmana, en què l'1 és el dilluns. Un resultat final 12 o de -2 correspondrà per exemple a 5, és a dir, divendres.

### Nombre secular
El nombre secular és el mateix per a tots els anys que comencen per les dues mateixes xifres. Així l'any 2000 queda unit als anys 2001 fins al 2009 encara que no sigui formalment part del segle XXI. El càlcul és diferent en el calendari julià i en el calendari gregorià.
- Calendari julià (fins al 4 d'octubre de 1582 a l'estat espanyol). El nombre secular és igual a: 19 - les dues primeres xifres de l'any

Exemple: pels anys del 1200 fins al 1299, el nombre secular és 19 - 12 = 7.
- Calendari gregorià (des del 15 d'octubre del 1582 a l'estat espanol). La taula següent dona els nombres seculars per a cada segle:

1582 a 1599: 1

1600 a 1699: 0

1700 a 1799: 5

1800 a 1899: 3

1900 a 1999: 1

2000 a 2099: 0

2100 a 2199: 5

Atenció!: aquest nombre disminueix en dues unitats cada segle, excepte quan les dues primeres xifres són múltiples de 4 (1600 a 1699, 2000 a 2099).

### Nombre anual
La taula següent dona els anys pels quals el nombre anual és igual a 0. A partir d'aquests anys, el nombre anual augmenta una unitat cada any, i dues si l'any és de traspàs. Si no es vol aprendre la taula de memòria, es pot veure que aquests anys es tornen a trobar cada 28 anys (7 dies de la setmana x 4 anys entre dos de traspàs).
|      |      | ..04 | ..10 |
| ..21 | ..27 | ..32 | ..38 |
| ..49 | ..55 | ..60 | ..66 |
| ..77 | ..83 | ..88 | ..94 |

Exemple: l'any 2010 té un nombre anual de 0 i l'any 2016 té un nombre anual de 8, perquè cal comptar els anys de traspàs 2012 i 2016.
Es pot veure que el resultat ve donat per la fórmula següent: per a l'any a, es calcula la divisió de a per 4 (és a dir, el nombre c quan s'escriu a=4c+r, amb r més petit que 4), i el nombre anual ve donat llavors pel residu de la divisió de a+c-5 per 7. En els exemples precedents, trobem: a=10, per tant c=2, llavors a+c-5=7, en què el residu de la divisió per 7 és 0; i pel segon exemple: a=16, per tant c=4, després a+c-5=15, en què el residu de la divisió per 7 és 1; que és equivalent a 8 mòdul 7.

### Nombre mensual
La taula següent dona el nombre mensual per cada mes de l'any: 
| Mes                                    | Nombre mensual |
| febrer (any no bixest), març, novembre | 0              |
| juny                                   | 1              |
| setembre, desembre                     | 2              |
| gener (any de traspàs), abril, juliol  | 3              |
| gener (any no bixest), octubre         | 4              |
| maig                                   | 5              |
| febrer (any de traspàs), agost         | 6              |

Exemple: el mes de gener té un nombre mensual de 4 el 2003 i de 3 el 2004 (any de traspàs).

### dia
La darrera xifra és el mateix dia, és a dir, el número del dia dins el mes.
Exemple
| dia | nombre secular | + | nombre anual | + | nombre mensual | + | dia | = | resultat (dia de la setmana) |
| 8 d'octubre de 2003 | 0              | + | 5            | + | 4              | + | 8   | = | 17 = 2x7 + 3 (dimecres)      |
| Quants divendres 13 hi ha en l'any 2003? Si fem el càlcul anterior reemplaçant el nombre mensual M, n'obtenim la suma següent: |                |   |              |   |                |   |     |   |                              |
| divendres 13 al 2003 | 0              | + | 5            | + | M              | + | 13  | = | 5 (divendres)                |
| en què M = 13 = 1 - 2x7. El nombre mensual 1 només correspon al mes de juny.                                                   |                |   |              |   |                |   |     |   |                              |